# Avtoframos
Avtoframos était une filiale de Renault regroupant les activités commerciales et industrielles du groupe en Russie. En 2014 elle est devenue Renault Russie.

## Histoire
La société par actions ouverte « Avtoframos » a été créée en juillet 1998, à parts égales entre le groupe Renault et la ville de Moscou. 
En 2006, la part du groupe Renault dans le capital de l’entreprise a augmenté pour atteindre 94,1 %. 
Depuis la fin de 2012, à la suite d'une vente aux enchères, le groupe Renault détient 100 % des actions de l’entreprise. 
Les effectifs de l’entreprise comptent à présent environ 6 000 personnes, dont près de 5 000 sont employées à la production. 
En 2005, une usine destinée à produire le modèle Logan, a été ouverte à Moscou. 
En 2010, la capacité de l’usine a doublé pour atteindre 160 000 véhicules par an et la production du hatchback Sandero a été lancée.  
Fin 2011, c’est le lancement en production du tout-terrain Duster. 
Depuis fin 2012, la capacité de production de l’usine est de 188 000 véhicules par an. 
L’usine Renault fonctionne en trois équipes et produit actuellement 6 modèles : Logan (berline), Sandero / Sandero Stepway (hatchback), Fluence (berline), Duster (SUV, 4x4), ainsi que Latitude (berline) et Koleos (SUV) en assemblage DKD. Au cours de ces années, les investissements de Renault dans la production ont atteint 480 millions d’euros.
Le directeur général de l’entreprise est Bruno Ancelin (depuis le 1er octobre 2010).
En 2012, les ventes de véhicules Renault en Russie se sont chiffrées à 189 852 véhicules (+22.7 % par rapport à 2011). Renault fait partie du Top-3 des leaders du marché avec une part de marché de 6,5 %.